# Coelioxys edita
Coelioxys edita är en biart som beskrevs av Cresson 1872. Coelioxys edita ingår i släktet kägelbin, och familjen buksamlarbin. Inga underarter finns listade i Catalogue of Life.